# Peter Jurko
Peter Jurko (* 22. September 1967 in Nová Lesná) ist ein ehemaliger tschechoslowakischer Skirennläufer.

## Karriere
Jurko gab sein internationales Renndebüt 1985 bei den Juniorenweltmeisterschaften in Jasná, wobei er im Riesenslalom den 13. Platz belegte. Seine ersten Weltcuppunkte gewann Jurko am 2. Februar 1986 beim Slalom von Wengen mit Rang 15.
Im darauffolgenden Jahr feierte er große Erfolge bei der Winter-Universiade in Štrbské Pleso, als er die Goldmedaille in Abfahrt, Riesenslalom und Alpiner Kombination gewinnen konnte.
1988 nahm er erstmals an Olympischen Winterspielen teil. Bei den Wettkämpfen in Calgary verpasste er als 5. in der Alpinen Kombination nur knapp eine Medaille. Bereits kurz vor den Spielen hatte er diese Platzierung im Weltcup in Bad Kleinkirchheim erreicht.
An diese Leistung konnte Jurko jedoch nur bedingt anschließen. So gelang ihm nach 1989 keine Platzierung mehr in den Weltcuppunkten. Jedoch gewann er im Winter 1988/89 die Slalomwertung des Europacups. Zudem gewann er 1991 erneut Medaillen bei der Winter-Universiade, in Sapporo siegte er im Riesenslalom und der Alpinen Kombination, dazu gewann er Silber im Slalom.
Seine letzten internationalen Rennen bestritt Jurko im Februar 1992 bei den Olympischen Winterspielen in Albertville. Danach ist er als Rennläufer nicht mehr in Erscheinung getreten.

## Erfolge

### Olympische Winterspiele
- Calgary 1988: 5. Alpine Kombination, 13. Slalom, 27. Super-G, 29. Abfahrt, 33. Riesenslalom
- Albertville 1992: 25. Slalom, 37. Riesenslalom, 39. Super-G, DNF Alpine Kombination

### Weltmeisterschaften
- Vail 1989: 11. Slalom[1], 14. Alpine Kombination[2], 29. Riesenslalom[3], 39. Super-G[4]
- Saalbach-Hinterglemm 1991: 20. Slalom[5], 30. Super-G[6]

### Weltcup
- 3 Platzierungen unter den besten 10

### Juniorenweltmeisterschaften
- Jasná 1985: 13. Riesenslalom

### Europacup
- Saison 1988/89: 1. Slalom

### Universiade
- Štrbské Pleso 1987: 1. Abfahrt, 1. Riesenslalom, 1. Alpine Kombination
- Sapporo 1991: 1. Riesenslalom, 1. Alpine Kombination, 2. Slalom